# Pronomapyga graueri
Pronomapyga graueri är en insektsart som beskrevs av Rehn, J.A.G. 1914. Pronomapyga graueri ingår i släktet Pronomapyga och familjen vårtbitare. Inga underarter finns listade i Catalogue of Life.